# Сикорская, Галина Фёдоровна
Гали́на Фёдоровна Сико́рская (укр. Галина Федорівна Сікорська; 6 ноября 1928 год, Полонное — 16 октября 2001 год, Полонное, Хмельницкая область, Украина) — передовик производства, бригадир литейщиков Полонского фарфорового завода Министерства лёгкой промышленности Украинской ССР, Хмельницкая области. Герой Социалистического Труда (1976).

## Биография
Родилась 6 ноября 1928 года в городе Полонное. Девичья фамилия — Листопадская. Рано осиротела (отца убили кулаки, мать умерла, когда ей было 11 лет). С 15-летнего возраста работала на карьере, затем — на заводе художественной керамики готовила рабочую массу для изделий и осваивала профессию литейщика.
С 1 ноября 1949 по 28 мая 2001 года работала на Полонском фарфоровом заводе подсобной рабочей, формовщицей и с 1960 года — литейщицей формовочного цеха. В 1957 году была награждена значком «Отличник социалистического соревнования местной и топливной промышленности УССР». В 1960 году в социалистическом соревновании между работниками предприятия заняла второе место, за что награждена памятным значком «Победителю в социалистическом соревновании УССР», а в 1964 году в таком же соревновании заняла первое место. Была инициатором создания бригады литейщиц. За успехи в социалистическом соревновании в 1960 году награждена орденом Ленина.
В 1961 году избиралась делегатом XXII съезда КПУ и в 1976 году — делегатом XXV съезда КПСС.
Указом Президиума Верховного Совета СССР от 4 марта 1976 года удостоена звания Героя Социалистического Труда за выдающиеся успехи в выполнении заданий девятой пятилетки, принятых социалистических обязательств, большой творческий вклад в увеличение производства товаров народного потребления и улучшения их качества.
После выхода на пенсию проживала в Полонном, где скончалась в 2001 году.

## Награды
- Герой Социалистического Труда — указом Президиума Верховного Совета СССР от 4 марта 1976 года;
- Орден Ленина — дважды (1960, 1976);
- Орден Октябрьской Революции (1980).